# Léon Fleuriot
Léon Fleuriot (Morlaix, 5 aprile 1923 – Parigi, 15 marzo 1987) è stato un linguista e storico francese specializzato in lingue celtiche (bretone, gallese e irlandese) e nella storia della Bretagna gallo-romana e dell'alto medioevo.

## Biografia
Nato a Morlaix, in Bretagna, in una famiglia originaria della regione di Quintin e dopo aver studiato bretone nella sua giovinezza, Fleuriot superò un esame di agrégation in storia all'università nel 1950. Ha insegnato presso lycées e collèges a Parigi e nella periferia circostante, così come al Prytanée national militaire a La Flèche. È entrato nel Centre national de la recherche scientifique nel 1958 e ha conseguito il dottorato all'Università della Sorbona nel 1964, difendendo una tesi chiamata "Le vieux-breton, éléments d'une grammaire" (Vecchio bretone, una grammatica elementare), insieme a una tesi complementare," Dictionnaire des gloses en vieux-breton" ( Dizionario delle vecchie glossa bretoni).
Nel 1966, è stato nominato alla cattedra di studi celtici presso l'Università di Rennes 2 Alta Bretagna a Rennes, e al tempo stesso come direttore di ricerca presso l'École pratique des hautes études di Parigi. Ha contribuito notevolmente alla crescita dell'insegnamento della lingua bretone a livello universitario.
Il libro di Fleuriot Les origines de la Bretagne difendeva un modello di "due ondate" di immigrazione britannica in Bretagna e sosteneva che la leggenda di Re Artù nacque dalla vita del leader romano-britannico Ambrosio Aureliano, che era noto in Gallia come Riotamo. Fleuriot entrò in conflitto con l'affermazione di François Falc'hun secondo cui il bretone era essenzialmente gallico nativo, influenzato solo dalla lingua britannica in arrivo. Tuttavia, accettò che il bretone fosse stato influenzato dalle forme locali sopravvissute di celtico.
Fleuriot morì improvvisamente a Parigi nel 1987, a 63 anni, lasciando incompiuta gran parte della sua ricerca pianificata.

## Opere
- Le vieux breton, Éléments d'une grammaire, Paris, Klincksieck, 1964.
- Dictionnaire des gloses en vieux breton, Paris, Klincksieck, 1964.
- A Dictionary of Old Breton - Dictionnaire du vieux breton. Toronto, Prepcorp Limited, 1985. Apparentemente una ristampa dell'opera che appare nel 1964.
- Les origines de la Bretagne, Librairie Payot, Paris, 1980.
- Notes lexicographiques et philologiques (collezione di articoli pubblicati sulla rivista  Études celtiques, raccolta da Gwennole ar Menn), Skol, 1997.
- Articoli in Annales de Bretagne, Bulletin de la Société archéologique du Finistère, Études celtiques, Hor Yezh.
- Récits et poèmes celtiques, Paris, Stock, 1981.
- L'histoire littéraire et culturelle de la Bretagne (volume1), Paris, Geneva, 1993.